# 1242
- Wikisource

| Calendário gregoriano                                                        | 1242 MCCXLII                                          |
| Ab urbe condita                                                              | 1995                                                  |
| Calendário arménio                                                           | 691 – 692                                             |
| Calendário bahá'í                                                            | -602 – -601                                           |
| Calendário budista                                                           | 1786                                                  |
| Calendário chinês                                                            | 3938 – 3939 Início a 2 de fevereiro (aproximadamente) |
| Calendário copta                                                             | 958 – 959                                             |
| Calendário etíope                                                            | 1234 – 1235                                           |
| Calendários hindus - Vikram Samvat - Calendário nacional indiano - Cáli Iuga | 1297 – 1298 1163 – 1164 4342 – 4343                   |
| Calendário Holoceno                                                          | 11242                                                 |
| Calendário islâmico                                                          | 639 – 640                                             |
| Calendário judaico                                                           | 5002 – 5003                                           |
| Calendário persa                                                             | 620 – 621                                             |
| Calendário rúnico                                                            | 1492                                                  |
| Calendário solar tailandês                                                   | 1785                                                  |

1242 (MCCXLII, na numeração romana) foi um ano comum do século XIII do Calendário Juliano, da Era de Cristo, e a sua letra dominical foi E (52 semanas), teve início a uma quarta-feira, terminou também a uma quarta-feira.
No reino de Portugal estava em vigor a Era de César que já contava 1280 anos.
| Ano completo                        |
| ----------------------------------- |
| Ano comum com início à quarta-feira |

## Eventos
- Conquistas de Tavira e Paderne.
- Sabendo do falecimento do grão-cã Oguedai (r. 1229–1241), os mongóis, que preparavam uma campanha contra o Sacro Império Romano Germânico, se retiram da Hungria. No retorno devastam a Sérvia e a Bulgária. Hipóteses recentes apontam o facto de o inverno de 1242 ter sido particularmente duro nas planícies húngaras[1]

## Nascimentos
- Beatriz de Castela, rainha de Portugal, esposa de D. Afonso III (m. 1303).
- Jonas da Cumânia, cã dos Cumanos.
- Raimundo Viegas de Sequeira, foi o segundo Senhor de Sequeira, n. (1180.

## Mortes
- 10 de Fevereiro - Henrique VII da Germânia, rei dos romanos, Shijo, 87º imperador do Japão.
- 23 de Agosto - Archambaud VIII de Bourbon, senhor de Bourbon e condestável de França, n. 1197.
- 7 de Outubro - Juntoku, 84º imperador do Japão.